# Vacanze in Val Trebbia
Vacanze in Val Trebbia è un film del 1980 diretto da Marco Bellocchio.
Il film è interpretato dallo stesso regista, da Gisella Burinato e da Piergiorgio Bellocchio. Le musiche sono di Nicola Piovani.

## Trama
È la cronaca di una vacanza estiva in val Trebbia a Bobbio nel 1978.
Marco è in crisi con il suo passato ed è in crisi con Gisella che si sente estranea a quei luoghi, a ragione poiché gli amici in fondo la trattano per tale. Il passato ritorna a Marco anche nei sogni: Marco vede in un sogno i lettini bianchi della propria infanzia scendere il fiume e scomparire in un tunnel buio in cui egli stesso si addentra. Fuori dal tunnel, Marco assiste a due episodi della sua infanzia, due fatti dell'Italia paesana degli anni '50. Nel primo un ragazzo ruba della frutta in costume da bagno e, sorpreso dal contadino, si rifugia nel fiume e attende che faccia buio prima che tutti se ne siano andati; nel secondo i muratori al tramonto che, finito il lavoro, scendono al fiume cantando "Vola colomba".
Alla fine del film, questa volta nella realtà e non nel sogno, Marco entra nel tunnel nero per trovare una via di uscita alla propria irrisolutezza, scambiando realtà psichica per realtà materiale, uscendone fuori vivo e un po' euforico - ma con gli stessi problemi di prima.

## Produzione
Il film è stato girato a Bobbio (PC) e dintorni nell'estate 1979 e nella primavera 1980.

## Critica
Il documentario pur echeggiando lo stile dei film del regista, con particolare riguardo a Salto nel vuoto, girato nello stesso anno e di cui è facile notarne l'eco nella colonna sonora di Nicola Piovani  e nella citazione della canzone Vivere  che Marco Bellocchio qui canticchia mentre scende il fiume col canotto, in realtà ne rappresenta un distacco. «A suo modo, Vacanze in Val Trebbia riesce ad essere il "topos" di una vita recuperata al margine dei luoghi dove pulsa l'ideologia. Ormai all'inizio degli anni Ottanta, è un segno dei tempi questo fuggire sia dalla piccola folla politicizzata sia dal grande magma deproblematizzato».